# Gouvernement Karoui
République tunisienne
Baccouche III Ghannouchi I
Le gouvernement Hamed Karoui est le onzième gouvernement tunisien formé après l'indépendance et le neuvième formé après la restauration du poste de Premier ministre. Son chef, Hamed Karoui, est nommé Premier ministre le 27 septembre 1989 et assure sa fonction jusqu'au 17 novembre 1999, date à laquelle Mohamed Ghannouchi est nommé pour lui succéder.

## Composition initiale
Le premier gouvernement de Hamed Karoui correspond exactement à celui de Hédi Baccouche, formé cinq mois auparavant. Seul le poste de ministre de la Justice est touché par le remaniement car son titulaire est passé à la primature.

### Ministres
| Image | Portefeuille                                                                         |  | Nom                  | Parti       |
| ----- | ------------------------------------------------------------------------------------ |  | -------------------- | ----------- |
|       | Premier ministre                                                                     |  | Hamed Karoui         | RCD         |
|       | Ministre des Affaires étrangères                                                     |  | Abdelhamid Escheikh  | RCD         |
|       | Secrétaire général de la présidence                                                  |  | Mohamed Jeri         | RCD         |
|       | Ministre de la Défense nationale                                                     |  | Abdallah Kallel      | RCD         |
|       | Ministre de l'Intérieur                                                              |  | Chédli Neffati       | RCD         |
|       | Ministre de la Justice                                                               |  | Mustapha Bouaziz     | RCD         |
|       | Gouverneur de la Banque centrale                                                     |  | Ismaïl Khelil        | RCD         |
|       | Ministre du Plan et des Finances                                                     |  | Mohamed Ghannouchi   | RCD         |
|       | Ministre de l'Économie nationale                                                     |  | Moncef Belaïd        |             |
|       | Ministre de l'Agriculture                                                            |  | Nouri Zorgati        | RCD         |
|       | Ministre de l'Équipement et de l'Habitat                                             |  | Ahmed Friaâ          | RCD         |
|       | Ministre du Transport                                                                |  | Ahmed Smaoui         | RCD         |
|       | Ministre du Tourisme et de l'Artisanat                                               |  | Mohamed Jegham       | RCD         |
|       | Ministre des Communications                                                          |  | Sadok Rabah          | RCD         |
|       | Ministre de l'Éducation, de l'Enseignement supérieur et de la Recherche scientifique |  | Mohamed Charfi       | Indépendant |
|       | Ministre de la Culture et de l'Information                                           |  | Habib Boularès       | RCD         |
|       | Ministre de la Santé                                                                 |  | Dali Jazi            | RCD         |
|       | Ministre des Affaires sociales                                                       |  | Moncer Rouissi       | RCD         |
|       | Ministre de la Jeunesse et de l'Enfance                                              |  | Hamouda Ben Slama    | RCD         |
|       | Secrétaire général du gouvernement                                                   |  | Taoufik Cheikhrouhou |             |

### Secrétaires d'État
| Image | Portefeuille |  | Nom                    | Parti |
| ----- | --- |  | ---------------------- | ----- |
|       | Secrétaire d'État auprès du Premier ministre chargé des Affaires religieuses |  | Kacem Bousnina         | RCD   |
|       | Secrétaire d'État auprès du ministre des Affaires étrangères |  | Habib Ben Yahia        | RCD   |
|       | Secrétaire d'État auprès du ministre des Affaires étrangères chargé des Affaires maghrébines                                                                                        |  | Mohamed Amamou         |       |
|       | Secrétaire d'État auprès du ministre de l'Économie nationale chargé de l'Industrie et du Commerce                                                                                   |  | Mouldi Zouaoui         | RCD   |
|       | Secrétaire d'État auprès du ministre de l'Économie nationale chargé de l'Énergie et des Mines                                                                                       |  | Habib Lazreg           |       |
|       | Secrétaire d'État auprès du ministre de l'Agriculture |  | Mohsen Boujbal         | RCD   |
|       | Secrétaire d'État auprès du ministre de l'Agriculture chargé des Eaux |  | Ameur Horchani         |       |
|       | Secrétaire d'État auprès du ministre de l'Équipement et de l'Habitat chargé de l'Habitat et de l'Aménagement du territoire                                                          |  | Mohamed Ali Bouleymane | RCD   |
|       | Secrétaire d'État auprès du ministre de l'Éducation, de l'Enseignement supérieur et de la Recherche scientifique chargé de l'Éducation                                              |  | Ahmed Khaled           | RCD   |
|       | Secrétaire d'État auprès du ministre de l'Éducation, de l'Enseignement supérieur et de la Recherche scientifique chargé de l'Enseignement supérieur et de la Recherche scientifique |  | Sadok Chaâbane         | RCD   |
|       | Secrétaire d'État auprès du ministre de la Santé publique |  | Tahar Azaiez           | RCD   |
|       | Secrétaire d'État auprès du ministre des Affaires sociales |  | Nebiha Gueddana        | RCD   |

## Remaniements

### Remaniement du 3 mars 1990
C'est, en fait, le premier gouvernement Hamed Karoui. Le remaniement touche plusieurs départements dont trois ministères de souveraineté. Le poste de secrétaire général de la présidence devient celui du directeur du cabinet présidentiel. Le gouverneur de la Banque centrale ne fait plus partie du gouvernement. Habib Boularès, nommé conseiller spécial auprès du président de la République est membre du gouvernement, contrairement aux autres conseillers.
| Portefeuille | Nom                    |
| --- | ---------------------- |
| Ministre de la Justice | Chédli Neffati         |
| Directeur du cabinet présidentiel | Mohamed Jeri           |
| Ministre-conseiller spécial auprès du président de la République                                                                       | Habib Boularès         |
| Ministre des Affaires étrangères | Ismaïl Khelil          |
| Ministre de l'Intérieur | Abdelhamid Escheikh    |
| Ministre de l'Économie et des Finances                                                                                                 | Mohamed Ghannouchi     |
| Ministre du Plan et du Développement régional                                                                                          | Mustapha Kamel Nabli   |
| Ministre des Domaines de l'État | Mustapha Bouaziz       |
| Ministre de la Culture et de l'Information                                                                                             | Ahmed Khaled           |
| Ministre de la Formation professionnelle                                                                                               | Tahar Azaiez           |
| Secrétaire d'État auprès du Premier ministre chargé des Affaires religieuses                                                           | Ali Chebbi             |
| Secrétaire d'État auprès du ministre de l'Intérieur chargé de la Sûreté nationale                                                      | Mohamed Larbi Mahjoubi |
| Secrétaire d'État auprès du ministre de l'Intérieur chargé des Collectivités locales                                                   | Mohamed Saâd           |
| Secrétaire d'État auprès du ministre de l'Économie et des Finances chargé de l'Industrie et du Commerce                                | Mouldi Zouaoui         |
| Secrétaire d'État auprès du ministre de l'Économie et des Finances chargé des Finances                                                 | Mohamed Habib Haj Saïd |
| Secrétaire d'État auprès du ministre de l'Économie et des Finances chargé de l'Énergie et des Mines                                    | Habib Lazreg           |
| Secrétaire d'État auprès du ministre de l'Éducation, de l'Enseignement supérieur et de la Recherche scientifique chargé de l'Éducation | Mongi Bousnina         |
| Secrétaire d'État auprès du ministre de la Culture et de l'Information chargé de l'Information                                         | Hédi Grioui            |
| Secrétaire d'État auprès du ministre de la Santé publique                                                                              | Hédi M'henni           |

### Remaniement du 28 août 1990
| Portefeuille                     | Nom            |
| -------------------------------- | -------------- |
| Ministre des Affaires étrangères | Habib Boularès |

### Remaniement du 28 octobre 1990
| Portefeuille                                                                                 | Nom            |
| -------------------------------------------------------------------------------------------- | -------------- |
| Secrétaire d'État auprès du ministre des Affaires étrangères chargé des Affaires maghrébines | Hamadi Khouini |

### Remaniement du 18 février 1991
| Portefeuille            | Nom             |
| ----------------------- | --------------- |
| Ministre de l'Intérieur | Abdallah Kallel |

## Gouvernement du 20 février 1991
En vertu des décrets n°91-275 et 91-276 du 20 février 1991, une nouvelle composition du gouvernement est annoncée :
| Portefeuille                                                                                 | Nom                    |
| -------------------------------------------------------------------------------------------- | ---------------------- |
| Premier ministre                                                                             | Hamed Karoui           |
| Ministre de la Justice                                                                       | Abderrahim Zouari      |
| Ministre-directeur du cabinet présidentiel                                                   | Mohamed Jeri           |
| Ministre des Affaires étrangères                                                             | Habib Ben Yahia        |
| Ministre de l'Intérieur                                                                      | Abdallah Kallel        |
| Ministre de la Défense nationale                                                             | Habib Boularès         |
| Ministre des Finances                                                                        | Mohamed Ghannouchi     |
| Ministre de l'Économie nationale                                                             | Sadok Rabah            |
| Ministre du Plan et du Développement régional                                                | Mustapha Kamel Nabli   |
| Ministre de l'Agriculture                                                                    | Mouldi Zouaoui         |
| Ministre des Domaines de l'État                                                              | Mustapha Bouaziz       |
| Ministre de l'Équipement et de l'Habitat                                                     | Ahmed Friaâ            |
| Ministre du Transport                                                                        | Faouzi Belkahia        |
| Ministre du Tourisme et de l'Artisanat                                                       | Mohamed Jegham         |
| Ministre des Communications                                                                  | Habib Lazreg           |
| Ministre de l'Éducation et des Sciences                                                      | Mohamed Charfi         |
| Ministre de la Culture                                                                       | Moncer Rouissi         |
| Ministre de la Santé                                                                         | Dali Jazi              |
| Ministre des Affaires sociales                                                               | Ahmed Smaoui           |
| Ministre de la Formation professionnelle et de l'Emploi                                      | Taoufik Cheikhrouhou   |
| Ministre de la Jeunesse et de l'Enfance                                                      | Mohamed Saâd           |
| Secrétaire général du gouvernement                                                           | Mohamed Habib Haj Saïd |
| Secrétaire d'État auprès du Premier ministre chargé des Affaires religieuses                 | Ali Chebbi             |
| Secrétaire d'État auprès du Premier ministre chargé de l'Information                         | Hédi Grioui            |
| Secrétaire d'État auprès du Premier ministre chargé de la Recherche scientifique             | Sadok Chaâbane         |
| Secrétaire d'État auprès du ministre des Affaires étrangères                                 | Noureddine Mejdoub     |
| Secrétaire d'État auprès du ministre des Affaires étrangères chargé des Affaires maghrébines | Hamadi Khouini         |
| Secrétaire d'État auprès du ministre de l'Intérieur chargé des Collectivités locales         | Rafik Belhaj Kacem     |
| Secrétaire d'État auprès du ministre de l'Agriculture chargé des Ressources hydrauliques     | Ameur Horchani         |
| Secrétaire d'État auprès du ministre de l'Éducation et des Sciences                          | Mongi Bousnina         |
| Secrétaire d'État auprès du ministre des Affaires sociales                                   | Nebiha Gueddana        |

### Remaniement du 26 juin 1991
| Portefeuille                                                                     | Nom          |
| -------------------------------------------------------------------------------- | ------------ |
| Secrétaire d'État auprès du Premier ministre chargé de la Recherche scientifique | Hédi M'henni |

### Remaniement du 28 août 1991
| Portefeuille                                                         | Nom          |
| -------------------------------------------------------------------- | ------------ |
| Secrétaire d'État auprès du Premier ministre chargé de l'Information | Fethi Houidi |

### Remaniement du 11 octobre 1991
| Portefeuille                                                                                                | Nom                |
| --- | ------------------ |
| Ministre d'État, ministre de l'Intérieur                                                                    | Abdallah Kallel    |
| Ministre de la Défense nationale                                                                            | Abdelaziz Ben Dhia |
| Ministre de l'Environnement et de l'Aménagement du territoire                                               | Salah Jebali       |
| Ministre de la Culture                                                                                      | Mongi Bousnina     |
| Secrétaire d'État auprès du Premier ministre chargé de la Réforme administrative et de la Fonction publique | Slaheddine Cherif  |
| Secrétaire d'État auprès du ministre des Affaires étrangères chargé des Affaires africaines                 | Sadok Fayala       |
| Secrétaire d'État auprès du ministre de l'Économie nationale chargé du Commerce                             | Mongi Safra        |
| Secrétaire d'État auprès du ministre de l'Éducation et des Sciences                                         | Hatem Ben Othman   |

### Remaniement du 4 novembre 1991
| Portefeuille                                                                                 | Nom               |
| -------------------------------------------------------------------------------------------- | ----------------- |
| Secrétaire d'État auprès du ministre des Affaires étrangères chargé des Affaires maghrébines | Saïd Ben Mustapha |

### Remaniement du 16 janvier 1992
| Portefeuille                       | Nom         |
| ---------------------------------- | ----------- |
| Secrétaire général du gouvernement | Ridha Grira |

### Remaniement du 9 mars 1992
| Portefeuille                      | Nom        |
| --------------------------------- | ---------- |
| Ministre des Affaires religieuses | Ali Chebbi |

### Remaniement du 27 avril 1992
| Portefeuille                                                                                          | Nom          |
| --- | ------------ |
| Secrétaire d'État auprès du Premier ministre chargé de la Recherche scientifique et de la Technologie | Hédi M'henni |

### Remaniement du 9 juin 1992
| Portefeuille                                                                                           | Nom                         |
| --- | --------------------------- |
| Ministre de la Justice                                                                                 | Sadok Chaâbane              |
| Ministre de la Coopération internationale et de l'Investissement extérieur                             | Mohamed Ghannouchi          |
| Ministre des Finances                                                                                  | Nouri Zorgati               |
| Ministre de l'Équipement et de l'Habitat                                                               | Mohamed Charfeddine Gallouz |
| Ministre de l'Environnement et de l'Aménagement du territoire                                          | Mohamed Mehdi Mlika         |
| Ministre du Transport                                                                                  | Tahar Hadj Ali              |
| Ministre de la Formation professionnelle et de l'Emploi                                                | Moncer Rouissi              |
| Secrétaire d'État auprès du ministre de la Coopération internationale et de l'Investissement extérieur | Salah Brik Hannachi         |

### Remaniement du 3 août 1992
| Portefeuille                                                                                          | Nom                   |
| --- | --------------------- |
| Ministre de la Santé                                                                                  | Hédi M'henni          |
| Ministre des Affaires sociales                                                                        | Mohamed Fadhel Khelil |
| Secrétaire d'État auprès du Premier ministre chargé de la Recherche scientifique et de la Technologie | Mongi Safra           |
| Secrétaire d'État auprès du ministre de l'Économie nationale chargé du Commerce                       | Salah El Hamdi        |
| Secrétaire d'État auprès du ministre de la Santé                                                      | Ali Chaouch           |

### Remaniement du 17 août 1992
| Portefeuille                                                                                   | Nom             |
| ---------------------------------------------------------------------------------------------- | --------------- |
| Secrétaire d'État auprès du Premier ministre chargée des Affaires de la femme et de la Famille | Nebiha Gueddana |
| Secrétaire d'État auprès du ministre des Affaires sociales chargée de la Promotion sociale     | Néziha Mezhoud  |

### Remaniement du 15 juin 1993
| Portefeuille                                     | Nom               |
| ------------------------------------------------ | ----------------- |
| Ministre de l'Agriculture                        | Mohamed Ben Rejeb |
| Ministre de l'Équipement et de l'Habitat         | Ali Chaouch       |
| Ministre de la Jeunesse et de l'Enfance          | Abderrahim Zouari |
| Secrétaire d'État auprès du ministre de la Santé | Fethi Merdassi    |

### Remaniement du 6 août 1993
| Portefeuille                                                                                   | Nom             |
| ---------------------------------------------------------------------------------------------- | --------------- |
| Ministre déléguée auprès du Premier ministre chargée des Affaires de la femme et de la Famille | Néziha Mezhoud  |
| Secrétaire d'État auprès du ministre des Affaires sociales                                     | Kamel Haj Sassi |

### Remaniement du1erjuin 1994
| Portefeuille                                                 | Nom                  |
| ------------------------------------------------------------ | -------------------- |
| Ministre du Transport                                        | Mondher Zenaidi      |
| Ministre de l'Éducation et des Sciences                      | Ahmed Friaâ          |
| Secrétaire d'État auprès du ministre de l'Économie nationale | Slaheddine Bouguerra |
| Secrétaire d'État auprès du ministre de l'Agriculture        | Chedly Laroussi      |

### Remaniement du 16 novembre 1994
| Portefeuille                         | Nom              |
| ------------------------------------ | ---------------- |
| Ministre de l'Éducation              | Hatem Ben Othman |
| Ministre de l'Enseignement supérieur | Dali Jazi        |

### Remaniement du 25 janvier 1995
| Portefeuille                                                              | Nom                   |
| ------------------------------------------------------------------------- | --------------------- |
| Ministre d'État, conseiller spécial du président de la République         | Abdallah Kallel       |
| Ministre de l'Intérieur                                                   | Mohamed Jegham        |
| Ministre du Développement économique                                      | Mustapha Kamel Nabli  |
| Ministre de l'Industrie                                                   | Slaheddine Bouguerra  |
| Ministre du Commerce                                                      | Slaheddine Ben Mbarek |
| Ministre des Affaires sociales                                            | Sadok Rabah           |
| Ministre des Communications                                               | Habib Ammar           |
| Ministre du Tourisme et de l'Artisanat                                    | Slaheddine Maaoui     |
| Ministre de la Culture                                                    | Salah Baccari         |
| Secrétaire d'État auprès du ministre de l'Agriculture, chargé de la Pêche | Chedly Laroussi       |
| Secrétaire d'État auprès du ministre de l'Intérieur, chargé de la Sûreté  | Mohamed Ali Ganzoui   |

### Remaniement du 27 mars 1995
| Portefeuille                                                        | Nom            |
| ------------------------------------------------------------------- | -------------- |
| Ministre déléguée chargée des Affaires de la femme et de la Famille | Néziha Zarrouk |

### Remaniement du 13 juin 1996
| Portefeuille                   | Nom             |
| ------------------------------ | --------------- |
| Ministre de la Défense         | Abdallah Kallel |
| Ministre des Affaires sociales | Chédli Neffati  |
| Ministre du Transport          | Sadok Rabah     |
| Ministre du Commerce           | Mondher Zenaidi |

### Remaniement du 5 août 1996
| Portefeuille           | Nom                |
| ---------------------- | ------------------ |
| Ministre de la Culture | Abdelbaki Hermassi |

### Remaniement du 22 janvier 1997
| Portefeuille                               | Nom                 |
| ------------------------------------------ | ------------------- |
| Directeur-ministre du cabinet présidentiel | Mohamed Jegham      |
| Ministre de la Défense                     | Habib Ben Yahia     |
| Ministre de l'Intérieur                    | Mohamed Ben Rejeb   |
| Ministre des Affaires étrangères           | Abderrahim Zouari   |
| Ministre de la Justice                     | Abdallah Kallel     |
| Ministre des Finances                      | Mohamed Jeri        |
| Ministre des Communications                | Ahmed Friaâ         |
| Ministre de l'Agriculture                  | Mabrouk Bahri       |
| Ministre de la Jeunesse et de l'Enfance    | Mohamed Raouf Najar |

### Remaniement du 9 octobre 1997
| Portefeuille              | Nom           |
| ------------------------- | ------------- |
| Ministre de l'Intérieur   | Ali Chaouch   |
| Ministre du Transport     | Houcine Chouk |
| Ministre de l'Agriculture | Sadok Rabah   |

### Remaniement du 2 octobre 1998
| Portefeuille                                                 | Nom         |
| ------------------------------------------------------------ | ----------- |
| Secrétaire d'État auprès du ministre des Affaires étrangères | Tahar Sioud |

### Remaniement du 18 décembre 1998
| Portefeuille                                                                                           | Nom               |
| --- | ----------------- |
| Secrétaire d'État auprès du Premier ministre, chargé de la Recherche scientifique et de la Technologie | Mohamed Ben Ahmed |

### Remaniement du 23 avril 1999
| Portefeuille                                                  | Nom               |
| ------------------------------------------------------------- | ----------------- |
| Ministre des Finances                                         | Taoufik Baccar    |
| Ministre des Domaines de l'État                               | Ridha Grira       |
| Ministre de l'Environnement et de l'Aménagement du territoire | Faïza Kefi        |
| Ministre du Développement économique                          | Abdellatif Saddam |
| Secrétaire général du gouvernement                            | Slaheddine Cherif |

### Remaniement du 4 mai 1999
| Portefeuille                                                                                                 | Nom                 |
| --- | ------------------- |
| Secrétaire d'État auprès du Premier ministre, chargé de la Fonction publique et de la Réforme administrative | Abdelhakim Bouraoui |